# إرجو أرينا
إرجو أرينا (بالبولندية: Hala Gdańsk-Sopot) هي ساحة داخلية متعددة الأغراض، تم افتتاحها في عام 2010. يمر الحد الفاصل بين مدينتين - سوبوت وغدانسك – عبر منتصف القاعة. تبلغ سعة الساحة 11،409 شخصًا، للأحداث الرياضية وما يصل إلى 15000 شخص، مع أماكن وقوف للحفلات الموسيقية.

## وصلات خارجية
- Official website of Ergo Arena
- Information for visitors
- Arena from inside
- Arena from outside
- Arena by night